# Wilhelm Mauren
Wilhelm Mauren, eigentlich Wilhelm Maurenbrecher (* 22. April 1870 in Königsberg; † 2. November 1929 in Dortmund ?) war ein deutscher Theaterschauspieler und -regisseur.

## Leben
Er begann seine Bühnenlaufbahn 1889 am Hoftheater Altenburg, trat 1890 in den Verband des Hoftheaters Meiningen, woselbst er bis 1897 verblieb, dann wirkte er in Düsseldorf und wurde 1898 für das Stadttheater Zürich verpflichtet, wo er sich als Schauspieler und Regisseur bewährte.
Sein Vater war der Historiker Wilhelm Maurenbrecher, seine Brüder der Altphilologe Berthold Maurenbrecher, der Intendant Otto Maurenbrecher und der Theologe Max Maurenbrecher.